# Hyalaethea
Hyalaethea là một chi bướm đêm trong họ Erebidae.

## Các loài
- Hyalaethea alberti Rothschild, 1910
- Hyalaethea attemae de Vos, 2010
- Hyalaethea bivitreata Hampson, 1909
- Hyalaethea decipiens Rothschild, 1910
- Hyalaethea dohertyi Rothschild, 1910
- Hyalaethea malaitaensis Obraztsov, 1953
- Hyalaethea meeki Rothschild, 1910
- Hyalaethea solomonis Hampson
- Hyalaethea metaphaea Druce, 1898
- Hyalaethea obraztsovi de Vos, 2010
- Hyalaethea sublutea Bethune-Baker, 1908
- Hyalaethea woodfordi Butler, 1887